# Renée Klang de Guzmán
Renée Klang Avelino (La Guaira, Venezuela, ngày 30 tháng 11 năm 1916 - Santiago de los Caballeros, Cộng hòa Dominica, 17 Tháng Chín 2014) là một nhà từ thiện Dominica và Đệ nhất phu nhân của nước Cộng hòa Dominica từ năm 1978 đến năm 1982. Người vợ và góa phụ của Dominican Chủ tịch Antonio Guzmán, bà thành lập Hội đồng quốc gia về tuổi thơ (CONani) và kiếm được danh hiệu "Đệ nhất phu nhân vĩnh cửu". Sau nhiệm kỳ tổng thống của người chồng quá cố, bà đã hết lòng vì lòng từ thiện và tình nguyện tại thành phố Santiago de los Caballeros.

## Tiểu sử
Renée Klang được sinh ra ở La Guaira, Venezuela, đến Charles Klang, một nhà ngoại giao người Pháp và Judith Avelino, một phụ nữ Brazil. Khi bà còn là một thiếu niên, gia đình bà định cư tại Cộng hòa Dominican. Bà đã học các nghiên cứu thứ cấp về Santiago de los Caballeros và nghiên cứu trường đại học của bà tại Santo Domingo, nơi bà tốt nghiệp ngành Nha khoa tại Đại học tự trị Santo Domingo.
Trong thời gian học tập tại Santo Domingo, bà đã gặp Silvestre Antonio Guzmán. Klang kết hôn với Guzmán vào ngày 28 tháng 10 năm 1939 và bỏ học đại học. Sau sự sụp đổ của chế độ độc tài Trujillo, họ cống hiến cho chính trị và gia nhập Đảng Cách mạng Dominica của Juan Boschatha.
Bà sinh hai đứa con, Iván (1944 – 1970) và Sonia (sinh năm 1946). Sau này là bộ trưởng Bộ Công thương trong nhiệm kỳ tổng thống của Hipólito Mejía.
Trong nhiệm kỳ tổng thống của chồng, Klang đã chia sẻ với hai giáo hoàng: John Paul I và John Paul II. Người trước đã viết về Klang trong nhật ký của mình và nói rằng: « Vợ của tổng thống Cộng hòa Dominican là người thông minh và hoạt bát. Bà ấy có văn hóa và nghiêm túc, bà ấy biết cách đi đến gốc rễ của vấn đề mà không cần khoe khoang ».
Sau khi chồng bà tự sát, chỉ vài ngày trước khi kết thúc nhiệm kỳ hiến pháp, bà đã quay trở lại Santiago và dành cho hoạt động từ thiện.

## Qua đời
Bà qua đời tại Santiago ở tuổi 97 tuổi, do biến chứng do huyết khối ở chân phải.